# دوامة نفايات شمال المحيط الهادئ

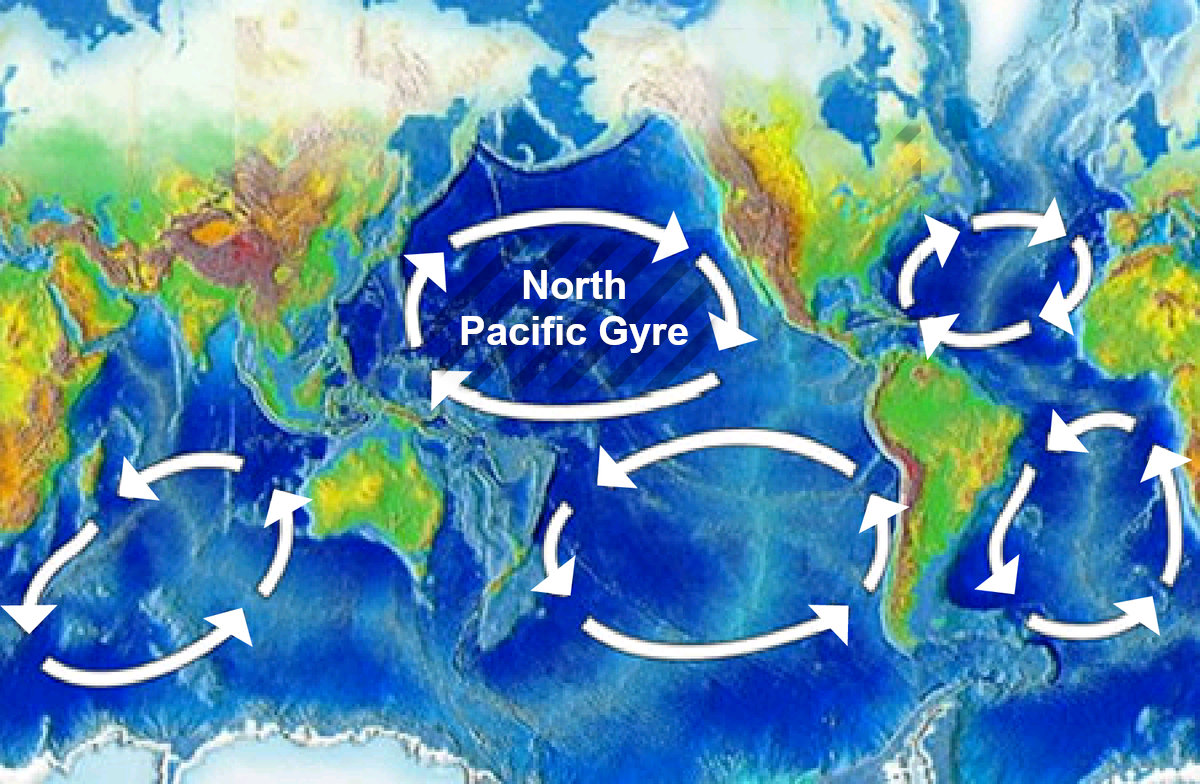
مكان رقعة دوامة قمامة المحيط الهادئ.

تّعرّف رقعة نفايات المحيط الهادي العظيمة، أو دوامة نفايات المحيط الهادي بأنها دوامة لجزيئات المخلفات البحرية شمال المحيط الهادي في المنتصف. تقع تقريبًا بين خطي الطول 135° و155° غربًا وخطي العرض 35° و42° شمالًا. تنشأ مجموعة البلاستيك والنفايات الطافية من حافة المحيط الهادي، وتضم دولًا في آسيا وأمريكا الشمالية وأمريكا الجنوبية. تتألف الرقعة في الحقيقة من كتلتين هائلتين من النفايات المتزايدة. تمتد ما تُسمى برقعة النفايات الشرقية بين هاواي وكاليفورنيا، بينما تمتدّ رقعة النفايات الغربية بالاتجاه شرقًا من اليابان إلى جزر الهاواي. يصل التيار المحيطي -الذي يبلغ طوله ما يقارب 6000 ميل والمسمى بمنطقة التقارب تحت الاستوائي- بين الرقعتين اللتين تمتدّان على مساحة غير محددة بمجال متفاوت للغاية، بالاستناد إلى درجة تركيز البلاستيك المستخدم لتحديد المنطقة المتأثرة. تتصف الدوامة بتراكيز مرتفعة استثنائيًا ونسبيًا من البلاستيك والحمأة الكيميائية الناتجة ولب الأخشاب بالإضافة إلى المخلفات الأخرى المحتجزة بين تيارات الدوامة في شمال المحيط الهادي، في منطقة البحر المفتوح.
على الرغم من أن المفهوم الشائع والعام أن الرقعة عبارة عن جزيرة هائلة من النفايات الطافية، إلا أن كثافتها المنخفضة (4 جزيئات في المتر المكعب) تحول دون القدرة على كشفها بالأقمار الصناعية أو حتى من قبل البحارين العاديين أو الغواصين في هذه المنطقة، هذا لأن الرقعة هي مساحة واسعة التبعثر تتألف بشكل أولي من جزيئات بلاستيك بحجم ظفر إصبع أو أصغر غالبًا تكون مجهرية مبعثرة في عمود الماء العلوي.
ادّعى باحثون من مشروع تنظيف المحيط أن الرقعة تغطي 1.6 مليون كيلومترًا مربعًا. يقدّر تركيز البلاستيك بما يقارب 100 كيلوغرامًا في الكيلومتر المكعب في مركز الرقعة، لتنخفض إلى 10 كيلوغرامات في الكيلومتر المكعب الواحد في الأجزاء الخارجية من الرقعة. تشغل الرقعة ما يقدّر بـ 80000 طن متري من البلاستيك، أي مجموع 1.8 ترليون جزيئة. تتشكل 92% من كتلة الرقعة من مواد حجمها أكبر من 0.5 سنتيمترًا، فيما توصف 94% من كلي المواد بأنها ميكروبلاستيكية.
وُجد أن بعض البلاستيك في هذه الرقعة عمره 50 عامًا، وتضم أجزاء من مواد مثل المصابيح البلاستيكية وفراشي الأسنان وعبوات الماء والأقلام وعبوات رضاعة الأطفال بالإضافة إلى الهواتف المحمولة والأكياس البلاستيكية. يُقدّر أن ما يقارب 100 مليون طن من البلاستيك تُنتج سنويًا في العالم، وأن ما يقارب 10% من إجمالي هذه الكمية تلقى في المحيطات. قدّر البرنامج البيئي للأمم المتحدة مؤخّرًا وجود 46000 جزيئة بلاستيك في كل ميل مربّع. من المعتقد أن الألياف الصغيرة من لب الخشب التي نجدها في الرقعة نشأت من آلاف الأطنان من ورق المراحيض الذي يلقى في المحيطات يوميًا. يُعتقد أن مساحة الرقعة تتزايد منذ عام 1945 عشرة أمثال مساحتها في العقد الواحد.
وجد الباحثون أن الرقعة تتراكم بشكل سريع. وُجدت رقعة مماثلة من بقايا البلاستيك الطافي في المحيط الأطلسي، ودعيت هذه الرقعة بـ «رقعة نفايات شمال المحيط الأطلسي».  

## مصدرها
في عام 2015، سعت دراسة منشورة في دورية العلوم لاكتشاف مصدر كل هذه النفايات المتراكمة. أفاد الباحثون بأن لبلاستيك المستهلك بالإضافة إلى البقايا الأخرى طفا شرقًا من دول قارة آسيا وبشكل أساسي من الصين وإندونيسيا والفليبين والفيتنام وسريلانكا وتايلاند. في الحقيقة أفادت جمعية الحفاظ على البيئة بأن كلًا من الصين وإندونيسيا والفليبين وتايلاند والفيتنام تلقي كمية بلاستيك في المحيط تفوق كمية باقي دول العالم مجتمعةً. تُعد الصين لوحدها مسؤولة عن 30% من التلوث المحيطي بالبلاستيك عالميًا. بذلت منظمة المحافظة الساحلية في يوم الأرض واليوم العالمي للتنظيف جهودًا لإبطاء تشكل المخلفات المتولدة عن الأرض وما يترتب عليها من تراكم المخلفات البحرية.
في سبتمبر عام 2019، عندما كشف العلماء أن معظم البلاستيك الملوث لمياه المحيط ينتج من سفن الشحن الصينية، قال الناطق بأمر تنظيف المحيط: «يتحدّث الجميع عن الحفاظ على المحيطات من خلال إيقاف استخدام الأكياس البلاستيكية والقش بالإضافة إلى المغلفات وحيدة الاستخدام. وهو لأمر مهم، لكننا عندما نذهب إلى المحيطات، لا نجد انعكاس هذا الشيء هناك بالضرورة»

## تأثيرها على الحياة البحرية وعلى البشر

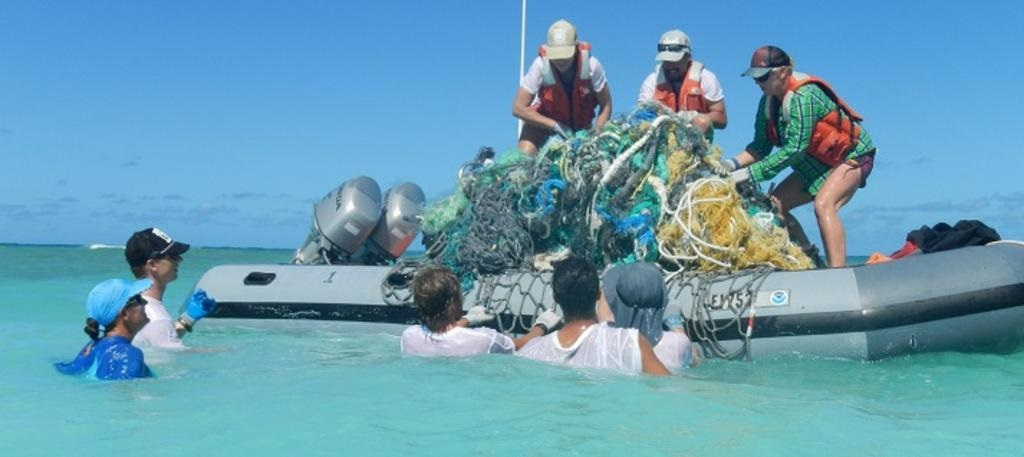
إزالة عاملين في وكالة الإدارة الوطنية للمحيطات والغلاف الجوي لنفايات من المحيط عام 2014

قدّر مؤتمر المحيط الذي أقامته الأمم المتحدة، أن كمية اللدائن (البلاستيك) في المحيطات قد تفوق مستقبلًا كمية الأسماك الموجودة مع حلول عام 2050. يؤول بعض البلاستيك بطيء التحلل إلى أحشاء الحيوانات البحرية. يجذب اللدائن (البلاستيك) الطيورَ البحريةَ والأسماك. تستهلك الكائنات البحرية اللدائن سانحةً لها بذلك بالدخول إلى السلسلة الغذائية، ومن الممكن أن يُؤدي ذلك إلى مشاكلَ أعظم عندما تقوم كائناتٌ أخرى بافتراسها.
يمكن أن تعلق الحيوانات البحرية أيضًا في الشبكات والحلقات البلاستيكية مؤديةً إلى موتها. تُعد السلاحف البحرية أكثر الحيوانات البحرية تأثرًا بهذا الأمر.[بحاجة لمصدر] لوحظ وجود حيتان ضمن رقعة النفايات، الأمر الذي يعرض تزايد خطر استخدام الحيوانات البحرية لرقع النفايات كمجاز هجرة أو موطن أساسي.
من بين الأنواع المتأثرة بالتلوث بالبلاستيك السلاحف البحرية وطيور القطرس أسود الرجلين. تلقت جزر الميدواي كمية حقيقية من المخلفات البحرية الآتية من رقعة النفايات.

### الأذية المباشرة بالأنواع البحرية
من المحتمل أن جميع طيور القطرس أسود الرجلين تقريبًا والبالغ عددها مليونًا ونصف والقاطنة في جزر ميدواي، تحوي البلاستيك في أجوافها الهضمية. يموت ما يقارب ثلث عدد صيصان هذه الطيور، ويكون سبب وفاة العديد عائدًا إلى إطعام الأبوين لهم البلاستيك بشكل غير متعمّد. يُزال عشرين طن من بقايا البلاستيك في جزر الميدواي سنويًا، مع أول خمسة أطنان منها من أحشاء صيصان طيور القطرس أسود الرجلين. قد تتناول الأسماك والحيتان خطأً البلاستيك باعتباره مصدر غذاء.

### الأذية غير المباشرة من خلال السلسلة الغذائية
على المستوى المجهري، يمكن للمخلفات أن تستوعب الملوثات العضوية من المياه البحرية، بما في ذلك ثنائي الفينيل متعدد الكلور (PCBs) بالإضافة إلى ثنائي كلورو ثنائي فينيل ثلاثي كلور الإيثان (DDT) وهيدروكربون العطري متعدد الحلقات (PAHs). إلى جانب التأثيرات السمية، يُغالط جهاز الغدد الصماء بينها وبين مركب الاستراديول، فيعرقل مستويات الهرمون عند الحيوانات المتأثرة. كما وتتناول قناديل البحر البلاستيك الحاوي على المواد السامة، والتي تأكلها لاحقًا الأسماك والحيوانات البحرية الأخرى.

### انتشار الأنواع الغازية
يسهّل البلاستيك المنتشر في مياه البحار انتشار أنواع غازية ترتبط بالبلاستيك الطافي في منطقة ما وتنجرف أو تنساق لمسافات بعيدة لتستوطن في نظم إيكولوجية أخرى. تؤثر البقايا البلاستيكية فيما لا يقل عن 267 نوعًا حول العالم. أطلقت التراكيز المايكروبلاستيكية المتزايدة حشرات هالوباتيس سيريكيوس (بق الماء المتزحلق) من قيد الركيزة. لوحظت صلة إيجابية بين إتش. سيريكيوس والميكروبلاستيك، مع تزايد كثافة بيوضها.